# Frank Viola
Frank John Viola (né le 19 avril 1960 à Hempstead, New York, États-Unis) est un ancien lanceur gaucher des Ligues majeures de baseball. Il y a joué de 1982 à 1996, s'illustrant particulièrement avec les Twins du Minnesota.
Joueur par excellence de la Série mondiale 1987, remportée par les Twins, Frank Viola a remporté le trophée Cy Young comme meilleur lanceur de la Ligue américaine en 1988 et été sélectionné trois fois pour le match des étoiles.

## Carrière
Frank Viola est un choix de deuxième ronde des Twins du Minnesota en 1981. Il commence sa carrière de 15 saisons dans les majeures en 1982.
Le gaucher se distingue avec deux saisons consécutives de 18 victoires en 1984 et 1985. En 1986, il effectue 37 départs, un sommet dans la ligue, et remporte 16 matchs. En 1987, après une saison de 17 gains contre 10 revers, il aide les Twins à remporter la Série mondiale sur les Cardinals de Saint-Louis. Viola remporte deux parties en finale, dont la 7e et ultime rencontre de la série, et est élu joueur par excellence de la Série mondiale.
En 1988, il est invité pour la première fois au match des étoiles du baseball majeur et connaît sa meilleure saison avec 24 victoires contre seulement 7 revers. Il domine tous les lanceurs du baseball au chapitre des victoires et affiche le meilleur pourcentage victoires-défaites (,774) en plus d'afficher une excellente moyenne de points mérités de 2,64. On lui décerne presque unanimement (27 votes de première place sur 28) le trophée Cy Young remis au meilleur lanceur.
Ses succès au monticule font de lui l'un des favoris de la foule au Minnesota. Il hérite du surnom Sweet music, ce qui est une référence à son nom de famille (« viola » signifiant « viole » en anglais) et une bannière affichant ce surnom apparaît dans les gradins du Metrodome à presque tous ses départs.
Échangé aux Mets de New York en 1989, il connaît une seconde saison de 20 victoires en 1990. Cette année-là, ainsi que la suivante, il participe de nouveau à la partie d'étoiles.
Viola lance par la suite pour les Red Sox de Boston (1992-1994), les Reds de Cincinnati (1995) et les Blue Jays de Toronto (1996). En 421 parties et 2836 manches et un tiers de travail dans les majeures, son dossier est de 176-150 avec une moyenne de points mérités de 3,73 et 1844 retraits au bâton. Il a été intronisé au Temple de la renommée des Twins du Minnesota en 2005.